# Якш, Рудольф фон
Рудольф фон Якш (нем. Rudolf von Jaksch; 16 июля 1855, Винограды, Прага — 8 января 1947, Пльзень-север, Чехословакия) — богемско-австрийский врач-педиатр, профессор и директор детской больницы в Праге, автор книги «Клиническая диагностика внутренних болезней» (1887).

## Биография
Рудольф фон Якш родился 16 июля 1855 в семье врача Антона фон Якша (Anton Ritter von Jaksch, 1810—1887) и его первой жены; Рудольф изучал медицину в Пражском университете, а также — в университете Страсбурга. В 1878 году в Праге он стал кандидатом медицинских наук. Недолго работал ассистентом у Эдвина Клебса, а с 1879 по 1881 год — у своего отца. В 1882 году Рудольф фон Якш стал ассистентом Германа Нотнагеля в Венском университете, где через год защитил докторскую диссертацию. Являлся приват-доцентом университета с 1884 года, а в 1887 году перешел в университет Граца, где стал экстраординарным профессором педиатрии и директором детской больницы при университете.
С 1889 года фон Якш являлся полный профессором медицины в пражском университете «Karl-Ferdinands-Universität», где также состоял директором детской больницы. В 1899 году в Праге была открыта современная клиника для детей. В 1894/1895 и 1910/1911 учебных годах он занимал пост декана медицинского факультета, а 1908/1909 — являлся ректором университета. В 1890 году был избран членом Леопольдины; скончался 8 января 1947 года.

## Работы
Рудольф фон Якш являлся автором и соавтором нескольких классических работ по медицине. Его первая книга «Клиническая диагностика внутренних болезней» (Klinische Diagnostik innerer Krankheiten mittels bakteriologischer, chemischer und mikroskopischer Untersuchungsmethoden, 1887) была переведена на шесть языков и вышла в шестом немецком издании в 1907 году.
- Richtlinien der Krankenuntersuchung / Wartenhorst, Rudolf Jaksch von. — Wien : [Akadem. Verlags- u. Versandbh.] E. Halm & Co., 1923.
- Die Tuberkulose und ihre Bekämpfung / Ghon, Anton. — Wien : [Akadem. Verlags.- u. Versandbuchh.] E. Haim & Co., 1922, Nach d. Stande vom J. 1921.
- Lehrbuch der internen Medizin / Osler, William. — Berlin : Urban & Schwarzenberg, 1909.

## Семья
В 1882 году в Вене Рудольф фон Якш женился на Адель фон Хердтль (Adele von Haerdtl, 1867—1944); в семье был один сын и три дочери.